# Васіле Боереску
Васіле Боереску (рум. Vasile Boerescu; *1 січня 1830, Бухарест — †18 листопада 1883, Париж) — румунський журналіст, юрист, політик, міністр юстиції, міністр закордонних справ, міністр релігії і народної освіти.

## Біографія
Під час революції 1848, Боереску був студентом в Національному коледжі «Sfântul Sava» в Бухаресті і працював в місцевій газеті. Після закінчення коледжу в 1850, переїхав до Парижа, він отримав науковий ступінь в області права в 1857, в тому ж році заснував газету «Naţionalul».
Після повернення до Румунії у 1957, був прийнятий на роботу як професор комерційного права в коледжі «Sfântul Sava», а в 1859 почав викладати право в університеті Бухареста. У березні 1871 став ректором Бухарестського університету, але незабаром його замінив Йон Заломіт. У жовтні 1873 став деканом юридичного факультету.

## Політична кар'єра
У січні 1859 був обраний депутатом Законодавчих Зборів Волощини. Займав посаду міністра юстиції протягом трьох термінів:
- 28 травня — 5 липня 1860;
- 13 липня 1860 — 14 квітня 1861;
- 16 листопада 1868 — 21 січня 1870.

Потім був призначений міністром закордонних справ:
- 28 квітня 1873 — 29 січня 1876;
- 11 липня 1879 — 9 квітня 1881.

Як міністр закордонних справ, відігравав активну роль в об'єднанні молдовських і волоських князівств.
Боереску також займав посаду міністра релігії і народної освіти протягом двох термінів:
- 13 липня — 17 жовтня 1860;
- 9 січня — 7 квітня 1874.

Помер 18 листопада 1883 в Парижі.